# Драгољуб Павловић (сликар)
Драгољуб Павловић (Београд, 15. фебруар 1875 — Београд, 12. децембар 1955) је био српски сликар.

## Биографија
Рођен је 15. фебруара 1875. у Београду. Завршио је средњу иконописну школу у Сергијевом Посаду. Годину дана је провео у приватним школама Хенрија Книра и Антона Ажбеа у Минхену, а потом је завршио Минхенску академију. Године 1902. је постављен за наставника цртања Друге мушке гимназије у Београду, на тој дужности је остао до пензионисања. Учествовао је као ратни сликар у ратовима 1912—1918. Први пут је излагао на Првој изложби Ладе 1906. године. Био је члан Српског уметничког удружења 1907—1908. и Ладе од 1912. Као њен члан је излагао на редовним изложбама Ладе и на изложбама у Скопљу 1926. и Сплиту 1927. После Првог светског рата је био и председник Ладе. Био је један од оснивача Удружења ликовних уметника Србије 1919. и неколико година је био њихов председник. Излагао је на српској изложби у Лондону 1907, Четвртој, Петој и Шестој југословенској изложби, изложби ликовних уметника из Београда у Сомбору 1921, изложби београдских сликара и вајара 1924, изложби „Југославија у слици” 1930. и Првој изложби Удружења ратника сликара и вајара 1940. године. Најчешће је сликао пределе са положаја на Солунском фронту. Крајем тридесетих година се повукао из уметничког живота, напустио је Београд и до смрти живео у Врњачкој Бањи. Преминуо је 12. децембра 1955. у Београду. Његови радови су постхумно изложени на изложбама „Пленеристи” 1960. и „Ратни сликари 1912—1918” 1964. године.